# Біла (гміна Велень)
Біла (пол. Biała) — село в Польщі, у гміні Велень Чарнковсько-Тшцянецького повіту Великопольського воєводства.
Населення — 224 особи (2011).
У 1975-1998 роках село належало до Пільського воєводства.

## Демографія
Демографічна структура станом на 31 березня 2011 року:
|          | Загалом | Допрацездатний вік | Працездатний вік | Постпрацездатний вік |
| -------- | ------- | ------------------ | ---------------- | -------------------- |
| Чоловіки | 119     | 24                 | 81               | 14                   |
| Жінки    | 105     | 22                 | 57               | 26                   |
| Разом    | 224     | 46                 | 138              | 40                   |